# Scorzoneroides autumnalis
Scorzoneroides autumnalis là một loài thực vật có hoa trong họ Cúc. 

## Lịch sử phân loại
Loài này được Carl Linnaeus mô tả khoa học đầu tiên năm 1753 dưới danh pháp Leontodon autumnalis (nguyên văn là Leontodon autumnale do Linnaeus coi Leontodon là danh từ giống trung).
Năm 1794, Conrad Moench thiết lập chi Scorzoneroides và chuyển nó sang chi này. Tuy nhiên, trong một thời gian dài người ta định nghĩa chi Leontodon theo nghĩa rộng (sensu lato) và nó từng được coi là loài điển hình của chi này. Năm 1969, Beryl Simpson Vuilleumier đề xuất bảo toàn tên chi Leontodon của Linnaeus với Leontodon hispidus là loài điển hình được bảo toàn (typus conservandus). Quy tắc ICBN Seattle 1972 đã xác định L. hispidus là typus conservandus của chi Leontodon.
Nghiên cứu năm 2006 xác định Leontodon nghĩa rộng là đa ngành. Các loài thuộc phân chi Oporinia của Leontodon từ năm 2006 trở đi đã được xếp lại trong chi được phục hồi là Scorzoneroides với S. autumnalis là loài điển hình của chi này.

## Tên gọi
Tên gọi của loài này trong tiếng Anh là autumn hawkbit (nghĩa đen là  thức ăn của chim ưng mùa thu, do niềm tin thời Trung cổ cho rằng chim ưng ăn loài cây này để cải thiện thị lực của chúng) hay fall dandelion (nghĩa đen là bồ công anh mùa thu / sư nha mùa thu) do nó rất giống với bồ công anh châu Âu (một trong các khác biệt chính là thân phân cành với vài đầu hoa), nhưng các "cánh đồng màu vàng" do loài cây này che phủ xuất hiện muộn hơn so với bồ công anh, trong mùa thu ở Đông Âu. Danh pháp đồng nghĩa tiếng Latinh của nó, Leontodon autumnalis, với "leontodon" có nghĩa là "sư nha / răng sư tử", cũng có nghĩa giống như từ "dandelion" (bắt nguồn từ tiếng Pháp cổ dent de lion hay tiếng Latinh dēns leōnis đều có nghĩa là sư nha / răng sư tử).

## Mô tả
Scorzoneroides autumnalis là cây lâu năm, cao 10–80 cm. Thân 1 tới 20 hoặc hơn, mọc bò sát mặt đất, thường phân nhánh ở phần xa, nhẵn ở phần gần, có lông măng ở phần gần với các đầu hoa. Phiến lá hình mác ngược hẹp, 4–35 × 0,5–4 cm, nguyên hoặc có răng cưa sâu hay chia thùy (các thùy hẹp, thẳng hoặc hơi uốn ngược lại), mặt phiến lá nhẵn nhụi hoặc rậm lông, các lông thường là đơn giản. Đầu hoa (1–)2–5 ở dạng các mảng ngù hoa lỏng lẻo. Cuống cụm hoa có lá bắc ở phần gần đầu hoa. Đài hoa 16–20, hình tam giác hẹp đến hình dùi, lá bắc con 2–4 mm, có lông măng con. Tổng bao hình chuông, 7–13 × 8–10 mm. Lá bắc trong tổng bao 18–20, hình mác hẹp, 10–12 mm, gần bằng nhau, nhẵn nhụi, thưa lông măng hoặc có lông thô. Chiếc hoa 20–30; tràng hoa màu vàng sẫm, 13–16 mm. Quả bế hình trụ hoặc hình thoi, 4–7 mm (không có mỏ); mào lông tổng thể màu trắng ánh vàng hoặc nâu vàng, tơ cứng kiểu lông vũ 5–8 mm. 2n = 12, 24.
S. autumnalis được nhận dạng bởi các thân thường phân nhánh với (1–)2–5 đầu hoa, các cuống hoa có lá bắc ở phần gần đầu hoa, các quả bế không mỏ và mào lông tổng thể có tơ cứng hình lông vũ. Nó hiện đã thiết lập ở miền đông Bắc Mỹ và lẻ tẻ ở miền tây.
Ra hoa từ tháng 6 đến tháng 10. Môi trường sống là ven đường, bãi cỏ, đồng cỏ, bãi đất trống; ở cao độ 10–1.300 m.

## Phân loài, thứ và phân bố của chúng

### S. autumnalissubsp.autumnalis
S. autumnalis subsp. autumnalis là phân loài nguyên chủng. Phân loài này bản địa khu vực từ châu Âu tới Siberia, Kavkaz, Saudi Arabia nhưng đã du nhập tới Bắc Mỹ và Viễn Đông Nga.
S. autumnalis subsp. autumnalis có các danh pháp đồng nghĩa sau:
- Apargia autumnalis var. alpina Gaudin, 1829
- Apargia autumnalis var. gracilis Lej., 1836
- Apargia autumnalis var. hirta Lej., 1836
- Apargia autumnalis var. minor Lej., 1836
- Apargia autumnalis var. salina Aspegren, 1823
- Apargia pratensis Link, 1829 nom. illeg.
- Hedypnois taraxaci Huds., 1778
- Hieracium oporinum E.H.L.Krause, 1906
- Hieracium taraxaci Timeroy ex Rchb., 1831
- Hieracium taraxaconis Georgi, 1779
- Leontodon autumnalis var. alpinus (Gaudin) Gren., 1850
- Leontodon autumnalis var. cinerascens Briq., 1899
- Leontodon autumnalis var. coronopifolius Lange, 1886
- Leontodon autumnalis var. dentatus Holuby ex Schur, 1877
- Leontodon autumnalis var. latifolius Schur, 1866
- Leontodon autumnalis var. micranthus (DC.) Gaut., 1898
- Leontodon autumnalis var. nigrolanatus Fr., 1845
- Leontodon autumnalis var. pinnatifidus Schur, 1866
- Leontodon autumnalis var. simplex Duby, 1828
- Leontodon autumnalis var. villosus Brenner, 1871
- Leontodon brachyglossus Peterm., 1841
- Leontodon ceretanicus Sennen, 1917 nom. nud.
- Leontodon contortus Dumort., 1827
- Leontodon glaber Gilib., 1782 opus utique oppr.
- Leontodon gutzulorum V.N.Vassil., 1961
- Leontodon linkii Wallr., 1841
- Leontodon oligocephalus Schur, 1866
- Leontodon pratensis Rchb., 1831
- Leontodon validus Peterm., 1838
- Oporinia autumnalis var. alpina (Gaudin) DC., 1838
- Oporinia autumnalis var. coronopifolia N.H.F.Desp., 1838
- Oporinia autumnalis var. dentata N.H.F.Desp., 1838
- Oporinia autumnalis var. minima DC., 1838
- Oporinia autumnalis var. simplex (Duby) DC., 1838
- Oporinia pratensis Less., 1832
- Scorzoneroides autumnalis var. alpina (Gaudin) Dostál, 1984
- Scorzoneroides autumnalis var. cinerascens (Briq.) P.D.Sell, 2006
- Scorzoneroides autumnalis var. coronopifolia (Lange) P.D.Sell, 2006
- Scorzoneroides autumnalis var. dentata (Holuby ex Schur) P.D.Sell, 2006
- Scorzoneroides autumnalis var. latifolia (Schur) P.D.Sell, 2006
- Scorzoneroides autumnalis var. nigrolanata (Fr.) P.D.Sell, 2006
- Scorzoneroides autumnalis var. pinnatifida (Schur) P.D.Sell, 2006
- Scorzoneroides autumnalis subsp. pratensis (Link) Holub, 1978
- Scorzoneroides autumnalis subsp. pratensis (Hornem.) Elven, 2008
- Scorzoneroides autumnalis var. pratensis (Hornem.) P.D.Sell, 2006
- Scorzoneroides autumnalis var. salina (Aspegren) P.D.Sell, 2006
- Scorzoneroides autumnalis var. simplex (Duby) P.D.Sell, 2006
- Virea autumnalis var. hirsuta Gray, 1821 in 1822
- Virea autumnalis var. laciniata Gray, 1821 in 1822
- Virea autumnalis var. minor Gray, 1821 in 1822
- Virea autumnalis var. obtusa Gray, 1821 in 1822
- Virea autumnalis var. pratensis House, 1923
- Virea autumnalis var. prolifera Gray, 1821 in 1822

### S. autumnalissubsp.borealis
S. autumnalis subsp. borealis (Ball) Greuter, 2006 là phân loài bản địa các quốc gia Baltic (Estonia, Latvia, Litva), Cộng hòa Séc, Slovakia, Phần Lan, Đức, Italia, Ba Lan, Romania, Tây Ban Nha, Thụy Sĩ, Ukraina.
S. autumnalis subsp. borealis có các danh pháp đồng nghĩa sau:
- Leontodon autumnalis subsp. borealis Ball, 1850
- Apargia autumnalis var. taraxaci (L.) Hartm., 1832
- Apargia taraxaci (L.) Willd., 1803
- Hieracium taraxaci L., 1763
- Leontodon autumnalis subsp. pratensis Arcang., 1882
- Leontodon autumnalis subsp. pratensis (Hornem.) Gremli, 1878

### S. autumnalisvar.keretina
S. autumnalis var. keretina (F.Nyl.) Vär, 2007 là phân loài bản địa Phần Lan, Ukraina và Nga (phần thuộc châu Âu).
S. autumnalis var. keretina có các danh pháp đồng nghĩa sau:
- Leontodon keretinus F.Nyl., 1843
- Scorzoneroides keretina (F.Nyl.) Greuter, 2006
- Oporinia keretina Walp., 1846